# П'єтрадефузі
П'єтрадефузі (італ. Pietradefusi) — муніципалітет в Італії, у регіоні Кампанія, провінція Авелліно.
П'єтрадефузі розташовані на відстані близько 230 км на південний схід від Рима, 60 км на північний схід від Неаполя, 17 км на північний схід від Авелліно.
Населення — 2360 осіб (2014).
Покровитель — San Faustino.

## Демографія
Населення за роками:

Станом на 1 січня 2023 року в муніципалітеті офіційно проживали 123 іноземці з 24 країн, серед них 51 громадянин країн Євросоюзу та 11 громадян України.

## Сусідні муніципалітети
- Кальві
- Монтефуско
- Монтемілетто
- Сан-Джорджо-дель-Санніо
- Торре-Ле-Ночелле
- Вентікано